# Семейно право
Семейното право е тази област от закона, която се занимава с въпросите на семейството и домашните отношения:
- същност на брака, граждански съюз, домашно съжителство (или както е известно в България – фактическо съжителство)
- въпроси възникващи по време на брака, включително осиновяване, насилие върху брачния партньор, легитимност, аборт, насилие върху деца.
- прекратяване на отношението и спомагащи въпроси като развод, анулиране, решение на въпроси върху собствености, издръжка и отговорност върху децата (специално в САЩ това е попечителство, посещения).

## В българското законодателство
Семейното право е и клон от правната система на Република България. Отличава се от останалите клонове по своя предмет, т.е. отношенията, които регулира. Такива са отношенията, основани на брак, родство (произход), осиновяване, настойничество и попечителство. Със семейното право се регулират правата и задълженията породени от семейните отношения. Основен закон в материята освен Конституцията на Република България е Семейния кодекс от 2009 г., като препраща за неуредените от него въпроси субсидиарно (спомагателно) прилагане на други закони и подзаконови нормативни актове от гражданското право, като Закон за лицата и семейството, Закон за гражданското състояние и множество други постановления, наредби и инструкции.